# Tom Zé (engenheiro)
Antônio José de Almeida Meirelles (Campinas, 1958), popularmente conhecido como Tom Zé, é professor-titular da Faculdade de Engenharia de Alimentos - FEA da Universidade Estadual de Campinas (UNICAMP) e atual Reitor da Unicamp. Foi nomeado em 19 de abril de 2021, tornando-se o 13o reitor na linha de sucessão de Zeferino Vaz, fundador e primeiro reitor da universidade. É, também, pesquisador do Conselho Nacional de Desenvolvimento Científico e Tecnológico (CNPq). Recebeu os prêmios Jovem Cientista de 1989 e Reconhecimento Acadêmico "Zeferino Vaz" em 2001 e 2010, e 1o. lugar do Prêmio Jabuti de 2016, na categoria "Engenharias, tecnologias e informática", como coautor do livro didático "Operações unitárias na indústria de alimentos".

## Carreira acadêmica
Graduou-se em Engenharia de Alimentos pela FEA-UNICAMP em 1980, onde também concluiu sua dissertação de mestrado em 1984, e tem doutorados em engenharia de processos térmicos pela Martin Luther Universität, na Alemanha (1987) e em ciências econômicas pelo Instituto de Economia da Unicamp (1997).
Suas pesquisas em engenharia concentram-se nas áreas de bioenergia, biorrefinarias e processos de purificação de produtos alimentícios e agroindustriais. 
A tecnologia desenvolvida como parte de seu doutorado no exterior rendeu-lhe o Prêmio Jovem Cientista de 1989, concedido pelo Conselho Nacional de Desenvolvimento Científico e Tecnológico (CNPq), e é responsável atualmente por cerca de 30% da produção brasileira de álcool anidro.
Em economia, seus principais temas de estudo são teoria monetária e desenvolvimento de modelos macroeconômicos.

## Reitor da Unicamp (2021-2025)

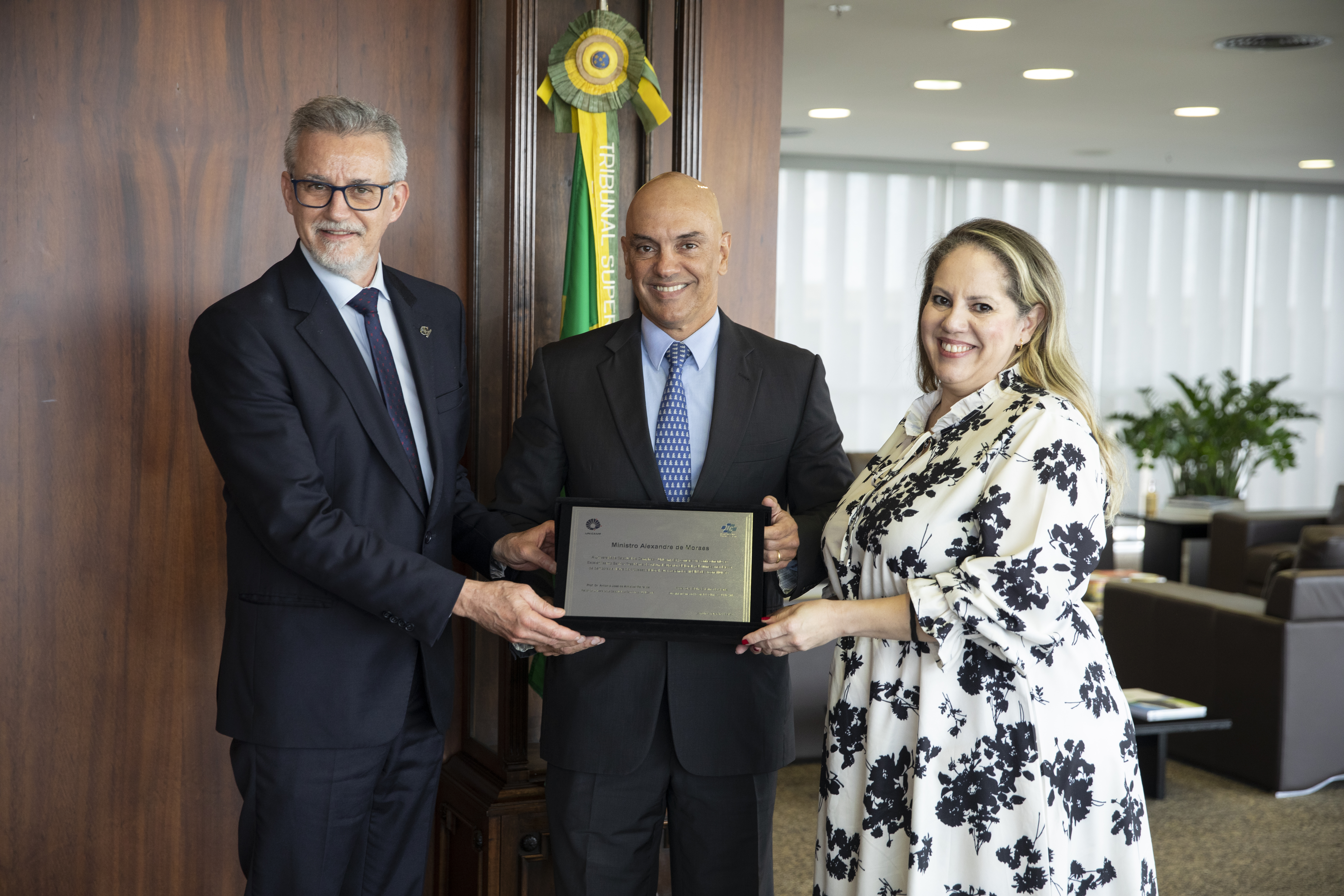
Tom Zé em homenagem ao ministro Alexandre de Moraes

Tom Zé tomou posse como o 13º reitor da história da Unicamp em 19 de abril de 2021, para mandato até dezembro de 2024, após vencer a consulta acadêmica e ter seu nome confirmado pelo Conselho Universitário (Consu) e pelo então governador de São Paulo, João Doria (PSDB). No primeiro discurso, Tom Zé destacou como prioridades o fortalecimento de ações contra a Covid-19, aproximar a Universidade das demandas e carências da sociedade e, ainda, promover a valorização de professores e funcionários da Universidade.  
Após seu mandato, foi sucedido pelo educador físico Paulo Cesar Montagner, vencedor da consulta pública com lista tríplice e referendado pelo governador Tarcísio de Freitas (Republicanos).